# Final da Copa das Confederações FIFA de 2001
A Final da Copa das Confederações de 2001 foi um jogo de futebol que determinou o campeão da Copa das Confederações de 2001. O jogo aconteceu no Estádio Internacional de Yokohama na cidade de Yokohama, Japão, no dia 10 de junho de 2001 e foi disputado pelo Japão e pela França. O gol da vitória foi marcado pelo jogador Patrick Vieira aos 30 minutos de jogo. Este foi o primeiro título francês na competição.

## Caminho até a final
| Equipe   | Pts | J | V | E | D | GP | GC | SG |
| -------- | --- | - | - | - | - | -- | -- | -- |
| Japão    | 7   | 3 | 2 | 1 | 0 | 5  | 0  | 5  |
| Brasil   | 5   | 3 | 1 | 2 | 0 | 2  | 0  | 2  |
| Camarões | 3   | 3 | 1 | 0 | 2 | 2  | 4  | -2 |
| Canadá   | 1   | 3 | 0 | 1 | 2 | 0  | 5  | –5 |

| Equipe        | Pts | J | V | E | D | GP | GC | SG |
| ------------- | --- | - | - | - | - | -- | -- | -- |
| França        | 6   | 3 | 2 | 0 | 1 | 9  | 1  | 8  |
| Austrália     | 6   | 3 | 2 | 0 | 1 | 3  | 3  | 1  |
| Coreia do Sul | 6   | 3 | 2 | 0 | 1 | 3  | 6  | -3 |
| México        | 0   | 3 | 0 | 0 | 3 | 1  | 8  | –7 |

## Detalhes do jogo
| 10 de junho de 2001 | Japão | 0 – 1     | França             | Estádio Internacional de Yokohama, Yokohama |
| 19:00 (JST)         |       | Relatório | Patrick Vieira 30' | Público: 65,533 Árbitro: Ali Bujsaim        |

| Japão | França |

| JAPÃO              |    |                      |     |
|                    |    |                      |     |
| GR                 | 1  | Yoshikatsu Kawaguchi |     |
| LD                 | 20 | Yasuhiro Hato        |     |
| ZA                 | 4  | Ryuzo Morioka (c)    |     |
| ZA                 | 3  | Naoki Matsuda        | 36' |
| LE                 | 16 | Koji Nakata          |     |
| MC                 | 5  | Junichi Inamoto      | 45' |
| MC                 | 14 | Teruyoshi Ito        |     |
| MC                 | 18 | Kazuyuki Toda        |     |
| MC                 | 21 | Shinji Ono           | 60' |
| AT                 | 8  | Hiroaki Morishima    | 89' |
| AT                 | 9  | Akinori Nishizawa    | 74' |
| Suplentes:         |    |                      |     |
| GR                 | 12 | Seigo Narazaki       |     |
| GR                 | 23 | Ryota Tsuzuki        |     |
| LD                 | 2  | Kenichi Uemura       |     |
| MC                 | 10 | Atsuhiro Miura       | 45' |
| LE                 | 6  | Toshihiro Hattori    |     |
| MC                 | 17 | Tomokazu Myojin      |     |
| AT                 | 11 | Masashi Nakayama     | 74' |
| AT                 | 13 | Yoshiteru Yamashita  |     |
| MC                 | 15 | Toshiya Fujita       |     |
| AT                 | 19 | Tatsuhiko Kubo       | 60' |
| AT                 | 22 | Takayuki Suzuki      |     |
| Treinador:         |    |                      |     |
| Philippe Troussier |    |                      |     |

| FRANÇA        |    |                     |     |
|               |    |                     |     |
| GR            | 1  | Ulrich Ramé         |     |
| LD            | 19 | Christian Karembeu  |     |
| ZA            | 18 | Frank Leboeuf       |     |
| ZA            | 8  | Marcel Desailly (c) |     |
| LE            | 3  | Bixente Lizarazu    | 52' |
| MC            | 6  | Youri Djorkaeff     | 65' |
| MC            | 4  | Patrick Vieira      |     |
| MC            | 7  | Robert Pires        |     |
| MC            | 11 | Sylvain Wiltord     |     |
| AT            | 9  | Nicolas Anelka      |     |
| AT            | 17 | Steve Marlet        | 58' |
| Suplentes:    |    |                     |     |
| GR            | 12 | Grégory Coupet      |     |
| GR            | 23 | Mickaël Landreau    |     |
| LD            | 2  | Willy Sagnol        |     |
| ZA            | 5  | Nicolas Gillet      |     |
| LE            | 13 | Mikaël Silvestre    |     |
| ZA            | 15 | Jérémie Bréchet     |     |
| ZA            | 20 | Zoumana Camara      |     |
| MC            | 10 | Éric Carrière       | 65' |
| MC            | 16 | Olivier Dacourt     |     |
| MC            | 22 | Laurent Robert      | 58' |
| AT            | 14 | Frédéric Née        |     |
| AT            | 21 | Christophe Dugarry  |     |
| Treinador:    |    |                     |     |
| Roger Lemerre |    |                     |     |

| Árbitros assistentes: Igor Sramka Awni Hassouneh |